# 100인 참수 경쟁

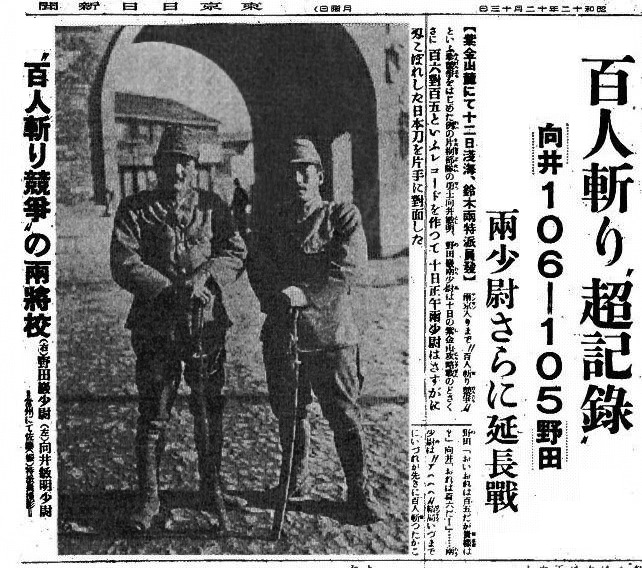
당시 신문 기사

100인 참수 경쟁(한국 한자: 100人斬首競爭, 일본어: 百人斬り競争, 중국어: 百人斩比赛)은 중일전쟁 시기의 중국에서 일본의 두 군인들이 누가 먼저 100인을 군도(軍刀)로 살해하는지를 겨루었다고 알려진 사건이다.
1937년 11월 30일자 ‘오사카 마이니치 신문’(大阪每日新聞)과 12월 13일자 ‘도쿄 니치니치 신문’(東京日日新聞)에서 일본군 무카이 도시아키(向井敏明) 소위와 노다 쓰요시(野田毅) 소위가 일본도(日本刀)로 누가 먼저 100인을 참수하는지를 겨뤘다고 보도되었는데, 패전 이후 이들은 중국 난징에서 열린 난징 재판에서 사형을 언도받고 총살형을 당했다. 그리고 최후까지 자신들은 결코 민간인을 학살한 적이 없으며, 신문 보도도 단순한 창작 기사에 지나지 않는다고 주장했다. 또 현재도 무카이 소위의 딸과 노다 소위의 아내, 손녀가 현재 일본의 아사히 신문과 마이니치 신문을 상대로 명예 훼손으로 소송을 제기해 우익 단체들의 재정적인 지원도 받으며 대법원에서 재판을 했으나 패소했다.
이 100인 목베기 경쟁 외에도 300목베기를 달성한 다나카 군키치 육군 대위의 이야기도 1940년 2월에 도쿄에서 월간 황군이라는 잡지에 소개되었는데, 다나카 군키치 대위 또한 무카이, 노다 두 소위와 함께 난징에서 재판을 받았다. 이 역시 최후까지 자신도 민간인 학살을 한 적이 없다고 주장했으나, 결국 육군 중장 다니 히사오(谷寿夫)와 무카이, 노다 소위와 함께 총살되었다.

## 같이 보기
- 일본의 전쟁 범죄
- 대동아공영권
- 팔굉일우
- 신주불멸
- 국가신도
- 일본군
- 난징대학살